# Высокий суд Бутана
Высокий суд Бутана в соответствии с Конституцией Бутана 2008 года состоит из главного судьи и восемь дрангпонов (юридических советников). Главный судья и дрангпоны Высокого суда назначаются королём Бутана из числа авторитетных юристов. Судьи Высокого суда находятся в должности 10-летний срок, или по до достижению ими 60-летнего возраста (это исключение из общей законодательной нормы — пенсионный возраст для остальных гражданских служащих Бутана составляет 65 лет). Судьи могут быть отрешены от должности королём по рекомендации Национальной судебной комиссии в случае недостойного поведения или других серьёзных нарушений.

## Список судей Высокого суда
- Почётный Главный судья Бутана — льонпо Сонам Тобгье
- Судья дашо Шеруб Гьелцен — дашо Ситхер Намгьел
- Судья дашо Джигме Зангпо — дашо Церинг Вангчук
- Судья дашо Куенлей Церинг
- Судья дашо Карма Дорджи Шерпа
- Судья дашо Пасанг Тобгай
- Судья дашо Тинлей Йозер
- Судья дашо К. Б. Галлей.